# 25099 Mashinskiy
25099 Mashinskiy (tên chỉ định: 1998 RS47) là một tiểu hành tinh vành đai chính. Nó được phát hiện bởi dự án Nghiên cứu tiểu hành tinh gần Trái Đất Lincoln ở Socorro, New Mexico, ngày 14 tháng 9 năm 1998. Nó được đặt theo tên Leonid Andreevich Mashinskiy, a Russian high school student whose computer science team project won first place ở the 2008 Giải thưởng Khoa học và Kỹ thuật Intel.